# Selección de rugby de Papúa Nueva Guinea
La selección de rugby de Papúa Nueva Guinea, también conocida como The Pukpuks (del tok pisin: cocodrilos), es la selección nacional de rugby de ese país y está regulada por la Papua New Guinea Rugby Football Union. Se ubica próxima al puesto 70 del ranking mundial.
Compite bianualmente en la Oceania Rugby Cup, de la que ha sabido ganar en 6 oportunidades. En cuanto a Mundiales ha participado en varios procesos clasificatorios pero no ha clasificado a las etapas finales.

## Palmarés
- Oceania Rugby Cup (6): 2007, 2009, 2011, 2015, 2019,[3] 2022
- Juegos del Pacífico (1): 1966

## Participación en copas
| - No ha clasificado - Cup of Nations 2012: se retiró - Cup of Nations 2016: 4.º puesto (último) - Suva 1963: no participó - Numea 1966: Campeón - Puerto Moresby 1969: 2.º puesto | - Oceania Cup 2007: Campeón - Oceania Cup 2008: no participó - Oceania Cup 2009: Campeón - Oceania Cup 2011: Campeón - Oceania Cup 2013: 2.º puesto - Oceania Rugby Cup 2015: Campeón - Oceania Rugby Cup 2017: no participó - Oceania Rugby Cup 2019: Campeón invicto - Oceania Rugby Cup 2022: Campeón invicto |